# Характеристическая кривая
Характеристическая кривая светочувствительного материала — график зависимости выходного сигнала фотографического процесса (плотность фотоплёнки, аналоговый электрический сигнал видеокамеры, значение пикселя в цифровом фотоаппарате) от экспозиции, дающий возможность охарактеризовать, оценить количественно процесс получения оптического изображения.
Важнейшее понятие сенситометрии.
Из характеристической кривой получаются следующие характеристики:
- Плотность вуали (уровень шумов);
- Светочувствительность фотоматериала;
- Коэффициент контраста фотоматериала;
- Фотографическая широта;
- Полезная фотографическая широта;

Характеристические кривые, построенные для отдельных слоёв многослойного цветного фотографического материала или для каналов цветной матрицы, или для каналов цветоделения в цветном фотографическом процессе, служат также для определения:
- баланса контрастности;
- баланса светочувствительности;

## Условия и методы измерения

График типичной характеристической кривой чёрно-белого материала

На одной оси откладывается величина полученной фотоматериалом экспозиции (или яркости снимаемого объекта). По второй оси откладывается величина выходного сигнала для данного устройства, материала или процесса.
Для разных материалов этот сигнал:
- для плёнки — величина полученной оптической плотности фотоматериала, измеряется денситометром;
- для аналоговых электронных устройств — величина электрического сигнала на выходе устройства;
- для цифровых устройств — полученные в файле числовые значения яркости пикселов.
- При измерении фотопроцесса в целом измеряется то, что получилось на конечном продукте. Например, плотность участков изображения напечатанной фотографии.

Коэффициент контрастности γ — определяется из характеристической кривой как максимальный её градиент, или как тангенс угла наклона линейного её участка:
{\displaystyle \gamma ={\frac {D_{2}-D_{1}}{\lg H_{2}-\lg H_{1}}}=\operatorname {tg} \alpha ,}
где
{\displaystyle D_{1}} — величина нижнего значения диапазона плотностей,
{\displaystyle D_{2}} — величина верхнего значения диапазона плотностей,
{\displaystyle \lg H_{1}} — величина нижнего значения диапазона экспозиций,
{\displaystyle \lg H_{2}} — величина верхнего значения диапазона экспозиций.